# 芝麻信用
芝麻信用（ジーマしんよう、セサミ・クレジット）は中国アリババグループの関連企業アント・フィナンシャルサービスグループが開発した個人信用評価システム。名称は『千夜一夜物語』（アラビアンナイト）の「アリババと40人の盗賊」に登場する呪文「開けゴマ」に由来する。
スコアを集計するためにアリババのサービスからのデータを利用する。顧客はソーシャルメディアでの言動やアリババグループのウェブサイトでの購入または関連企業のアント・フィナンシャルのアリペイのモバイルウォレットを使った支払いに基づく様々な要素に基づきスコアを受け取る。高スコアを得ることへの報酬として、アント・フィナンシャルからローンを受けやすくなったりアリババグループ内の電子商取引サイトにおいてより信頼できるプロフィールをもつことができたりする。
中国のマッチメイキング企業「Baihe.com」は同社のサービスの一部として芝麻信用のデータを利用している一方で、中国におけるアリババの主要な商業上のライバルでありメッセージとデジタルプラットフォーム「WeChat」の運営者であるテンセントもまた独自の信用システム「テンセント・クレジット」を運用している。

## 関連リンク
- 社会信用システム
- フィンテック